# Valentí de Terni
Valentí de Terni o Valentí d'Interamna (Terni, ca. 176 - Roma, 14 de febrer de 269) va ser, per a la tradició cristiana, un bisbe de Terni, mort com a màrtir a Roma. Venerat com a sant en tota la cristiandat, és, no obstant això, un sant llegendari i inexistent, la història del qual s'ha originat a partir de l'existència real del màrtir Valentí de Roma, del qual es va anar diferenciant fins a donar lloc a una personalitat hagiogràfica separada.
La coincidència del dia de la festivitat litúrgica del sacerdot màrtir i del bisbe, i la proximitat dels llocs de suposat enterrament són arguments a favor de la identificació de les dues figures en una. El bisbe de Terni, tot i ser la figura de la qual no se'n té cap prova històrica, és l'únic que apareix en el Martyrologium Hieronymianum i el sant que, al llarg del temps, va tenir més rellevància. En 1969, donada la manca de proves fefaents de la seva existència real, va ser eliminat del calendari catòlic dels sants, tot i que es va mantenir en el martirologi per a les diòcesis on la seva devoció és tradicional, com Malta o Terni. En canvi, es manté al santoral, com a únic Valentí del 14 de febrer, Valentí de Roma, el sacerdot màrtir.

## Llegenda

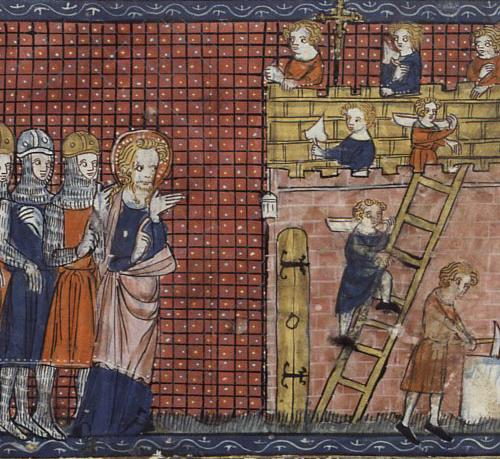
Valentí de Terni supervisa la construcció de la basílica a Terni (manuscrit francès del, París, BNF Ms fr. 185)

La tradició fa que es fos ordenat bisbe d'Interamna Nahars per sant Felicià de Foligno en 197. L'any 269 era a Roma, convidat per l'orador Crató, per predicar-hi el cristianisme. L'emperador Claudi II el Gòtic  el Gòtic el comminà a suspendre la predicació i abjurar de la seva fe, però va voler, en canvi, convertir l'emperador que, tot i això, no el va condemnar i el confià a la vigilància d'una família noble.
Valentí va ser detingut novament durant el regnat d'Aurelià, successor de Claudi. Valentí havia continuat la seva predicació. Portat fora de les muralles, ja que la seva popularitat feia témer que la població el volgués defensar, a la via Flamínia, hi fou fuetejat i decapitat el 14 de febrer pel soldat Furius Placidus, i sebollit a la vora de la mateixa via.

### Miracles
Algunes de les tradicions populars relatives al sant dieun que Valentí, mentre estava sota la vigilància de la noble família romana, va tornar la vista a una filla cega de la família.
Un dia, el bisbe passejava i veié una parella de joves que discutia: Valentí se'ls apropà portant una rosa i convidant-los a tenir-la en les mans, i els joves es reconciliaren. Altres versions diuen que va fer volar al voltant dels joves parelles de colomins i que, en veure com els ocells es demostraven el seu afecte, els joves es van reconciliar.

## Veneració

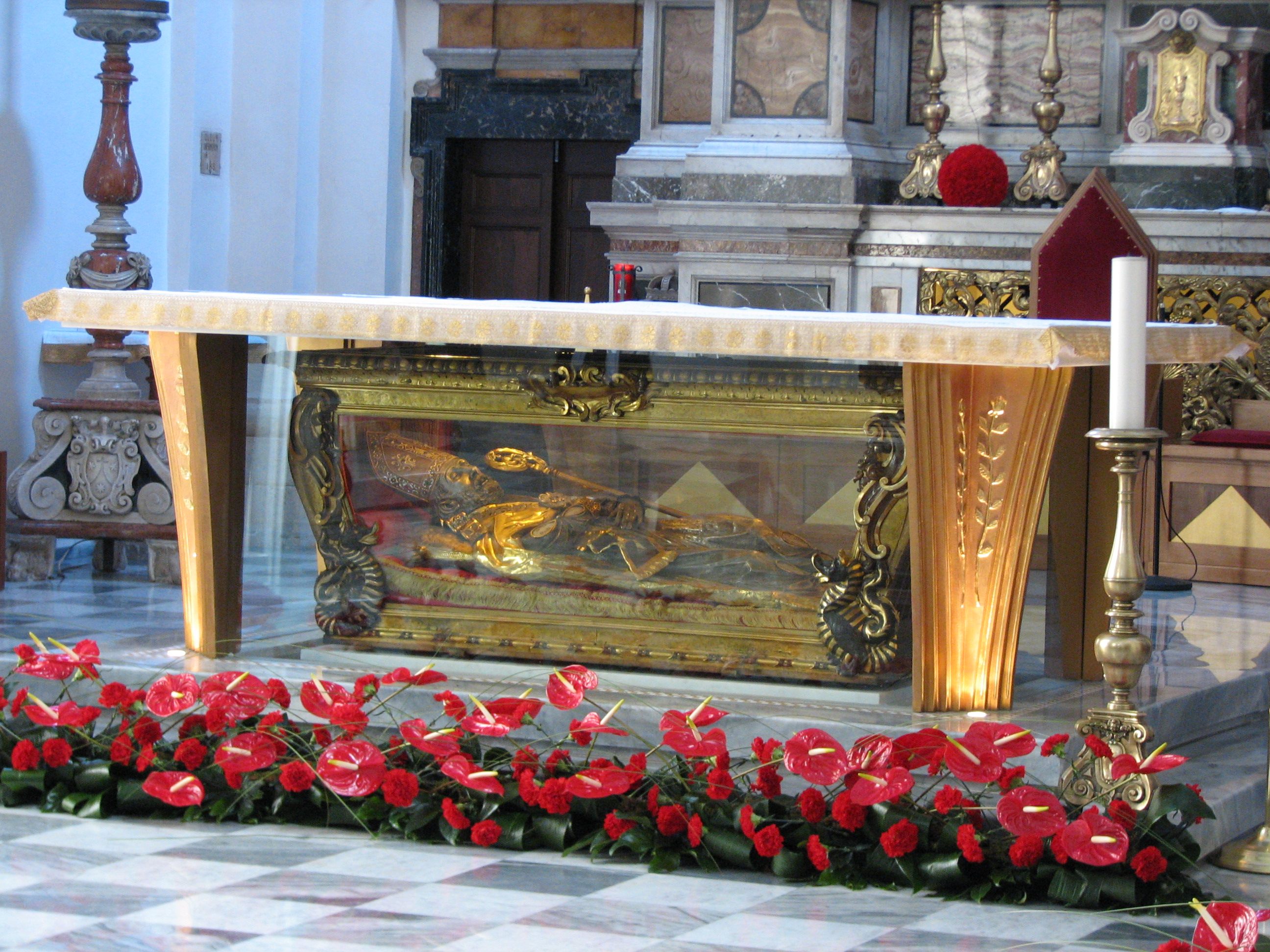
Despulla del sant a la basílica de San Valentino de Terni

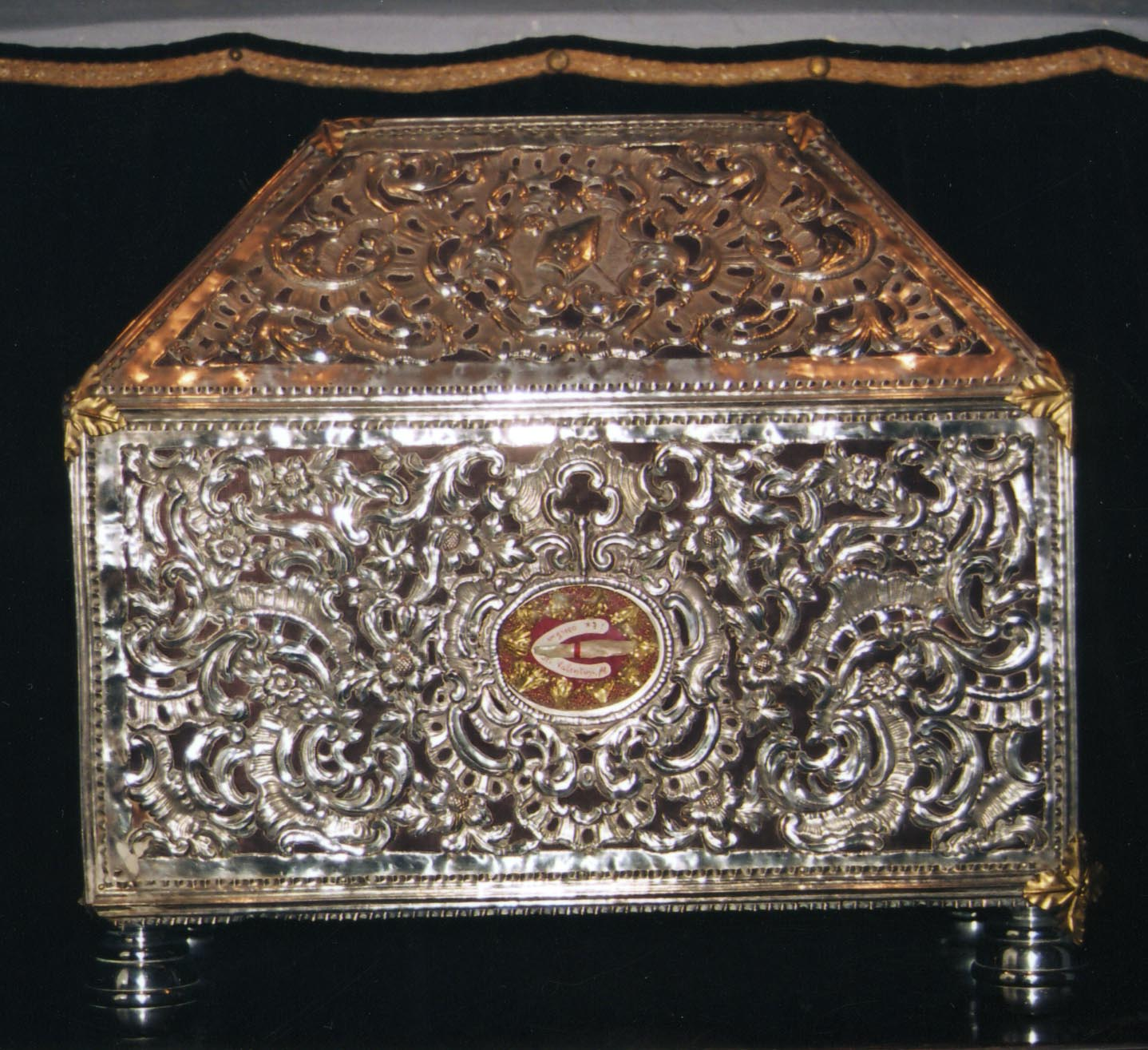
Urna de Sant Valentí, a l'església de Santa Maria de Navarcles

La festa de Sant Valentí fou declarada per primer cop vora l'any 498 pel papa Gelasi I, fixant-se a l'Església catòlica el 14 de febrer: el mateix dia se celebraven el sant màrtir romà i el bisbe de Terni. Després del Concili del Vaticà II, com a part d'un intent per eliminar sants amb un probable origen llegendari, Sant Valentí de Terni fou eliminat del calendari litúrgic, encara que segueix essent celebrat localment en algunes parròquies i avui, el 14 de febrer, només és dedicat a un sant de nom Valentí, màrtir a Roma.
A l'Església Ortodoxa, Sant Valentí de Terni se celebra el 30 de juliol.

### Relíquies
Es creia que tots dos valentins, el sacerdot romà i el bisbe, estaven enterrats a la Via Flamínia a la rodalia de Roma, la qual cosa podria ésser una prova que fossin en realitat una mateixa persona desdoblada. Al segle xii, la porta de la ciutat romana coneguda en temps antics com la Porta Flamínia (ara coneguda com a porta del Popolo) era coneguda com la Porta de Sant Valentí. A Roma, dues esglésies estaven dedicades a Sant Valentí: Sancti Valentini de Balneo Miccine or de Piscina, des del segle x, dedicada al bisbe, i S. Valentini extra Portam, a la Via Flamínia, dedicada al màrtir romà.
A Terni, també a la via Flamínia, s'aixecà la basílica de San Valentí, on es conserva un cos atribuït a aquest llegendari bisbe. La tradició diu que va ser portat per tres deixebles de l'orador Crató, Apol·loni, Efeb i Procur, que havien estat convertits per Valentí i que van morir màrtirs per haver portat a Terni la despulla. Altres esglésies italianes (Savona, Sadali, Vico del Gargano) guarden relíquies que es creia que eren del sant.

### Relíquies i patronatge de Navarcles

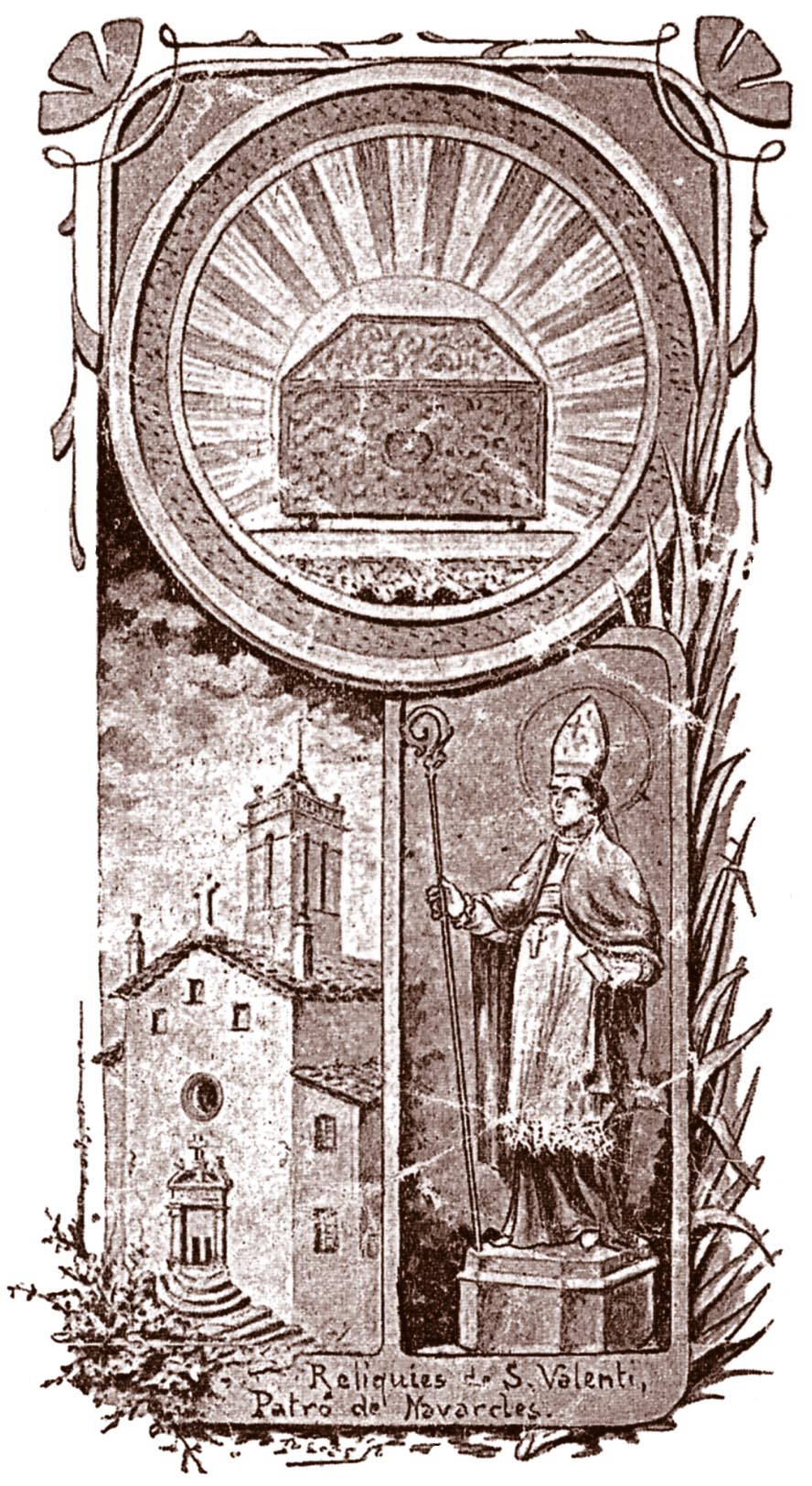
Postal antiga (final s. XIX?) de Navarcles, amb l'urna del sant, la parròquia i la imatge de Sant Valentí, el sant patró del poble.

Al monestir de Sant Benet de Bages primer i avui a Navarcles, es conserva una arqueta amb les suposades relíquies del sant de Terni. Segons la tradició, cap al segle X un pagès veí de la zona, anomenat Montpeità, per inspiració divina va voler portar les relíquies de Sant Valentí al monestir, per acabar així amb la sequera que patia el Bages des de feia set anys. Va robar-les a Terni i, en passar per Tolosa, va ser tancat a la presó, però Sant Valentí n'obrí miraculsoment la porta. Fugint, el pagès trobà un riu cabalós, però les aigües s'obriren per deixar-lo passar: en veure els tolosans el prodigi, van deixar-lo anar i no el perseguiren més. En arribar al pont de Cabrianes, prop de Sant Benet de Bages, avisà els monjos, que dubtaren de la veracitat del que deia fins que van sentir tocar les campanes, soles, convocant a gran festa; llavors sortiren en processó i portaren les relíquies al monestir, col·locant-les a la cripta de l'església. A l'instant, començà a ploure.
L'arca es va traslladar a la nau superior i el 7 de gener de 1633 va patir un incendi, però tres navarclins salvaren el cos del sant, traient-lo d'entre les flames. Llavors fou nomenat patró de Navarcles. El 1776 s'estrenà una nova urna amb ornamentació plateresca, l'actual, on es dipositaren els ossos del sant, que llavors eren, segons l'examen practicat per dos metges, dues tíbies, un fèmur, el coxis, un metatars, una costella, una vèrtebra i altres de petits.
L'any 1836, per l'exclaustració del monestir, l'urna va ésser confiada al rector de Sant Fruitós de Bages, d'on va ser portada, anys després a Navarcles, a casa de Valentí Casajoana i Padrós. Sabut pels navarclins, en 1863, el 13 de febrer, l'urna va ser portada en processó a l'església parroquial. El 24 de juliol de 1936, juntament amb altres objectes de l'església, les relíquies foren profanades i l'urna portada a França com a botí de guerra. Dipositada al Museu Episcopal de Vic, va tornar a Navarcles en 1944, després d'una restauració. Les relíquies havien desaparegut, i es van substituir per una de petita que va donar una família que feia temps l'havia aconseguit de les de l'urna.

### Patronatge dels enamorats
Moltes de les llegendes que envolten avui el sant van ser probablement inventades durant l'edat mitjana a França i Anglaterra quan el dia festiu de 14 de febrer va començar a ser associat amb l'amor, arran de la història de Sant Valentí, que seria executat un 14 febrer per haver casat parelles en secret després que el matrimoni fos prohibit per l'emperador Claudi II. Una altra llegenda diu que és patró dels enamorats perquè la seva festa coincideix amb el moment de l'any en què els ocells comencen a aparellar-se.